# Isaac Anderson

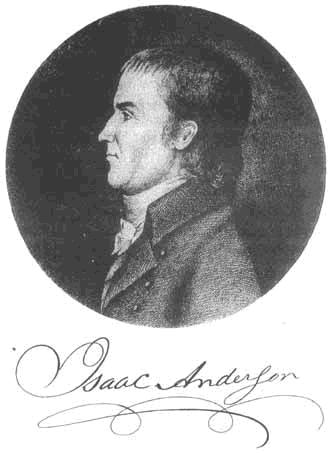
Isaac Anderson

Isaac Anderson (* 23. November 1760 im Chester County, Province of Pennsylvania; † 27. Oktober 1838 ebenda) war ein US-amerikanischer Politiker. Zwischen 1803 und 1807 vertrat er den Bundesstaat Pennsylvania im US-Repräsentantenhaus.

## Werdegang
Der auf dem Anwesen Anderson Place im heutigen Schuylkill geborene Isaac Anderson nahm trotz seiner Jugend am Unabhängigkeitskrieg teil. Während der Zeit in Valley Forge diente er General George Washington als Kurier für Botschaften an den Kontinentalkongress. Bis zum Kriegsende brachte es Anderson zum Oberleutnant der Miliztruppen aus Pennsylvania. Danach war er für einige Jahre Friedensrichter in seiner Heimat. Politisch wurde er Mitglied der Ende der 1790er Jahre von Thomas Jefferson gegründeten Demokratisch-Republikanischen Partei. Im Jahr 1801 wurde er Abgeordneter im Repräsentantenhaus von Pennsylvania.
Bei den Kongresswahlen des Jahres 1802 wurde Anderson im dritten Wahlbezirk von Pennsylvania in das US-Repräsentantenhaus in Washington, D.C. gewählt, wo er am 4. März 1803 die Nachfolge von Joseph Hemphill antrat. Nach einer Wiederwahl konnte er bis zum 3. März 1807 zwei Legislaturperioden im Kongress absolvieren. Während seiner Zeit als Kongressabgeordneter wurde im Jahr 1803 durch den von Präsident Jefferson getätigten Louisiana Purchase das Staatsgebiet der Vereinigten Staaten beträchtlich erweitert. Im Jahr 1804 wurde der zwölften Verfassungszusatz ratifiziert.
Im Jahr 1806 verzichtete Anderson auf eine erneute Kongresskandidatur. Nach dem Ende seiner Zeit im US-Repräsentantenhaus bewirtschaftete er sein Gut Anderson Place, wo er hauptsächlich in der Landwirtschaft arbeitete. Er war aber auch im Sägemühlengeschäft tätig. Dort ist er am 27. Oktober 1838 auch verstorben.